# Muy Muy
Muy Muy är en kommun (municipio) i Nicaragua med 16 366 invånare (2012). Den ligger öster om Matagalpa i den centrala delen av landet, i departementet Matagalpa. Muy Muy är en bergig jordbruksbygd med omfattande boskapsskötsel och mjölkproduktion.

## Geografi
Muy Muy gränsar till kommunerna San Ramón i norr, Matiguás i öster, Boaco i söder samt Esquipulas och Matagalpa i väster. Kommunens största ort är centralorten Muy Muy med 4 037 invånare (2005).

## Natur
Floden Río Grande de Matagalpa rinner genom kommunen från väster till öster, först igenom dess nordvästra hörn varefter den utgör gränsflod till grannkommunerna San Ramón och Matiguás.

## Historia
Muy Muy är ett gammalt indiansamhälle som spanjorerna 1568 inkorporerade i Corrigimiento de Sébaco y Chontales. År 1685 hade Muy Muy 58 invånare, alla indianer.
År 2009 upphöjdes kommunen till rangen av ciudad (stad).

## Näringsliv
Muy Muy är ett gammalt jordbruksområde. Den främsta inkomstkällan kommer från boskapsskötsel för kött och mjölkproduktion. De viktigaste grödorna som odlas är majs, bönor och olika bananväxter.

## Religion
Kommunen firar sin festdag den 25 april till minne av Sankt Benedikt av Nursia.